# Internationaler Kirchentag der Neuapostolischen Kirche 2014
Der Internationale Kirchentag 2014 (IKT) der Neuapostolischen Kirche (NAK) fand vom 6. bis zum 8. Juni 2014 auf dem Gelände des Olympiaparks in München statt. Es war der erste internationale Kirchentag in der Geschichte der Kirche und stand unter dem Motto „Siehe, das Reich Gottes ist mitten unter euch!“ (Lk 17,21 ). Mit rund 50.000 Teilnehmern war der IKT zudem die bislang größte Veranstaltung der NAK.
Gastgeber des Kirchentags war die Neuapostolische Kirche Süddeutschland mit Bezirksapostel Michael Ehrich.

## Programm
Auf dem Programm standen unter anderem Workshops, Andachten, Podiumsdiskussionen sowie musikalische Unterhaltung. Insgesamt fanden an den drei Tagen 250 Einzelveranstaltungen statt, daneben  waren zahlreiche Ausstellungen zu besichtigen.
Am Sonntag, den 8. Juni fand ein Pfingstgottesdienst mit dem geistlichen Oberhaupt der Neuapostolischen Kirche, Stammapostel Jean-Luc Schneider, im Olympiastadion statt. Per Satellit wurde der Gottesdienst in über 100 Länder auf allen Kontinenten übertragen. Stammapostel Schneider predigte darin zum Bibelwort  aus Röm 5,5 : „Hoffnung aber lässt nicht zuschanden werden; denn die Liebe Gottes ist ausgegossen in unsre Herzen durch den Heiligen Geist, der uns gegeben ist“.